# Новые Чурачики
Но́вые Чура́чики (чув. Пӗрремӗш Чурачкӑ) — деревня в Цивильском районе Чувашской Республики. Входит в состав Чурачикского сельского поселения.

## География
Находится в северной части Чувашии на расстоянии приблизительно 10 км на юг по прямой от районного центра города Цивильск у автомагистрали А-151 на левобережье реки Малый Цивиль.

## История
Известна с 1719 года как деревня из 56 дворов с населением 245 мужчин. В 1747 году учтено было 288 мужчин, в 1869—560 жителей, 1926 — 27 дворов, 136 жителей, 1939—162 жителя,1979 — 65 жителей. В 2002 году было 17 дворов, 2010 — 13 домохозяйств. В период коллективизации был образован колхоз «Шуматар», в 2010 действовали ОАО «Броневик», ООО КФХ «Луч».

## Население
Постоянное население составляло 31 человек (чуваши 100%) в 2002 году, 23 в 2010.